# Reformierte Kirche Küblis

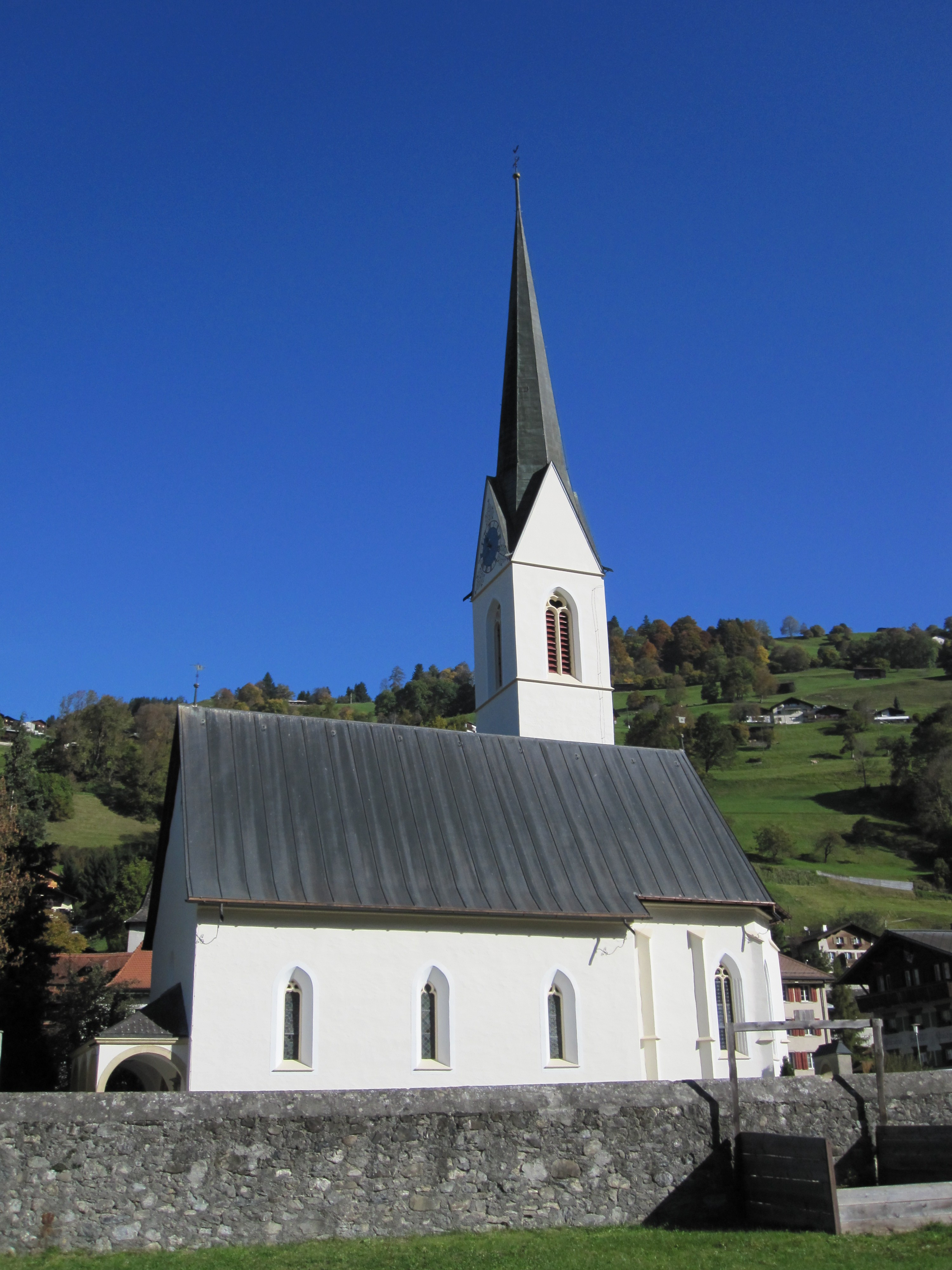
Reformierte Kirche Küblis

Die reformierte Kirche in Küblis im Prättigau ist ein evangelisch-reformiertes Gotteshaus unter dem Denkmalschutz des Kantons Graubünden. Die spätgotischen Einwölbungen von Chor und Langhaus sind das Werk von Steffan Klain. Die drei Chorfenster aus dem Jahr 1922 hat Augusto Giacometti geschaffen.

## Geschichte und Baugeschichte
Die ursprüngliche, wohl romanische Kirche stand unter dem Patrozinium des hl. Nikolaus und der hl. Margareta. Das Gründungsdatum dieser Kirche ist unbekannt. Anlässlich der Kirchenrenovation von 1959 kamen in der Südwestecke des heutigen Kirchenschiffes Fundamente dieser Vorgängerkirche mit den Ausmassen 9,50 m × 4,20 m zu Tage. 1464 zerstörte ein Hochwasser bzw. Murgang diese Kirche wohl fast vollständig und wurde danach wieder aufgebaut. Der erste Neubau war wohl bereits 1472 abgeschlossen, was 1864 noch an einer heute nicht mehr sichtbaren Inschrift festgehalten war. 1487 vollendete Steffan Klain den neuen Chorbau mit einem Haspelsterngewölbe und wölbte in einer zweiten Bauphase im Jahr 1491 auch das bestehende Langhaus – welches bis dahin mit einer Holzdecke überdeckt war – nachträglich mit einem Rautengewölbe ein. Nach Ulrich Campell brannte 1542 nach einem Blitzschlag das Dach des auffällig spitzen, pyramidenförmigen Kirchturms aus und wurde danach wieder instand gestellt. Campell hat sich im Datum wohl geirrt. Eine Rötelininschrift auf der verputzten Wand über dem Triumphbogen hält die Jahreszahl 1531 für den Neubau des Dachwerkes fest. Nach Nüscheler war noch anfangs 17. Jahrhundert am Turm ein grosses Christophorus Bild. Die Österreicher hätten 1622 deshalb die Kirche vor Zerstörung verschont. Von 1921 bis 1923 erfolgt einer grosse Renovation unter der Leitung der Architekten Schäfer & Risch aus Chur. Dabei wurde der Turm bis auf die Wimpergen abgetragen und der Spitzhelm um 10 Meter höher auf die heutige Höhe von 53,6 Meter gebaut. Im Westen der Kirche entstand eine Vorhalle und im Chor wurden Glasgemälde von Augusto Giacometti eingesetzt.

## Äusseres

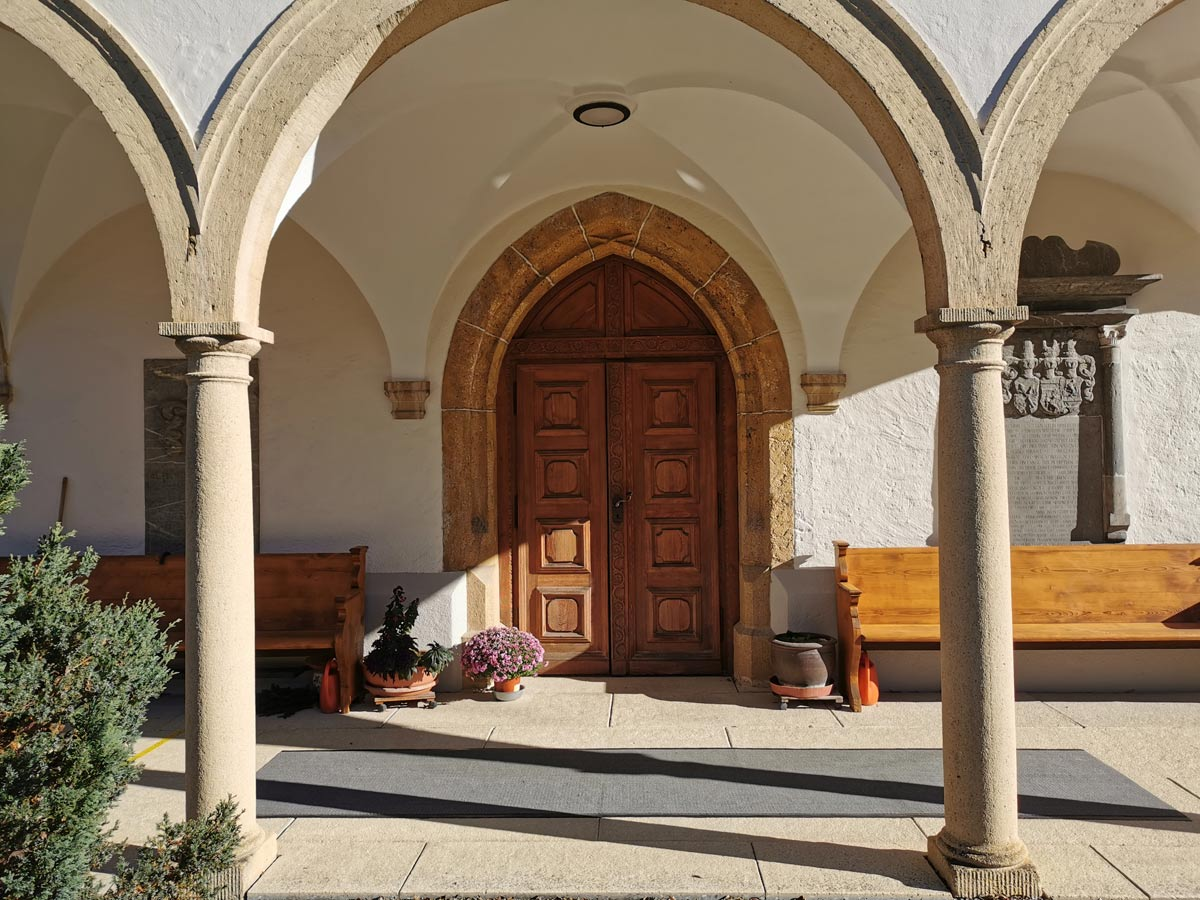
Kirche Küblis_Eingang Westportal

An der Aussenseite des Chors Dreiecklisenen, ein typisches Merkmal spätgotischer Kirchenarchitektur im bündnerischen Raum. Alle Leibungen der Chorfenster doppelt gekehlt. Das Portal in der Westwand spitzbogig mit tiefer Kehle. Einheitliches, über dem Chor abgewalmtes Satteldach mit Bruch. Der Turm an der Nordseite des Chores. Die Masswerke  der spitzbogigen Schallfenster wurden 1921 nach den alten kopiert, der achteckige Spitzhelm über den Wimpergen neu errichtet. Grabsteine zu Seiten des Haupteingangs mit Wappen der Familien Buol, Sprecher von Bernegg/Berneck, Guler. An der Südwand Tafeln mit Wappen Enderli von Montzwick, Guler und Sprecher.

## Inneres

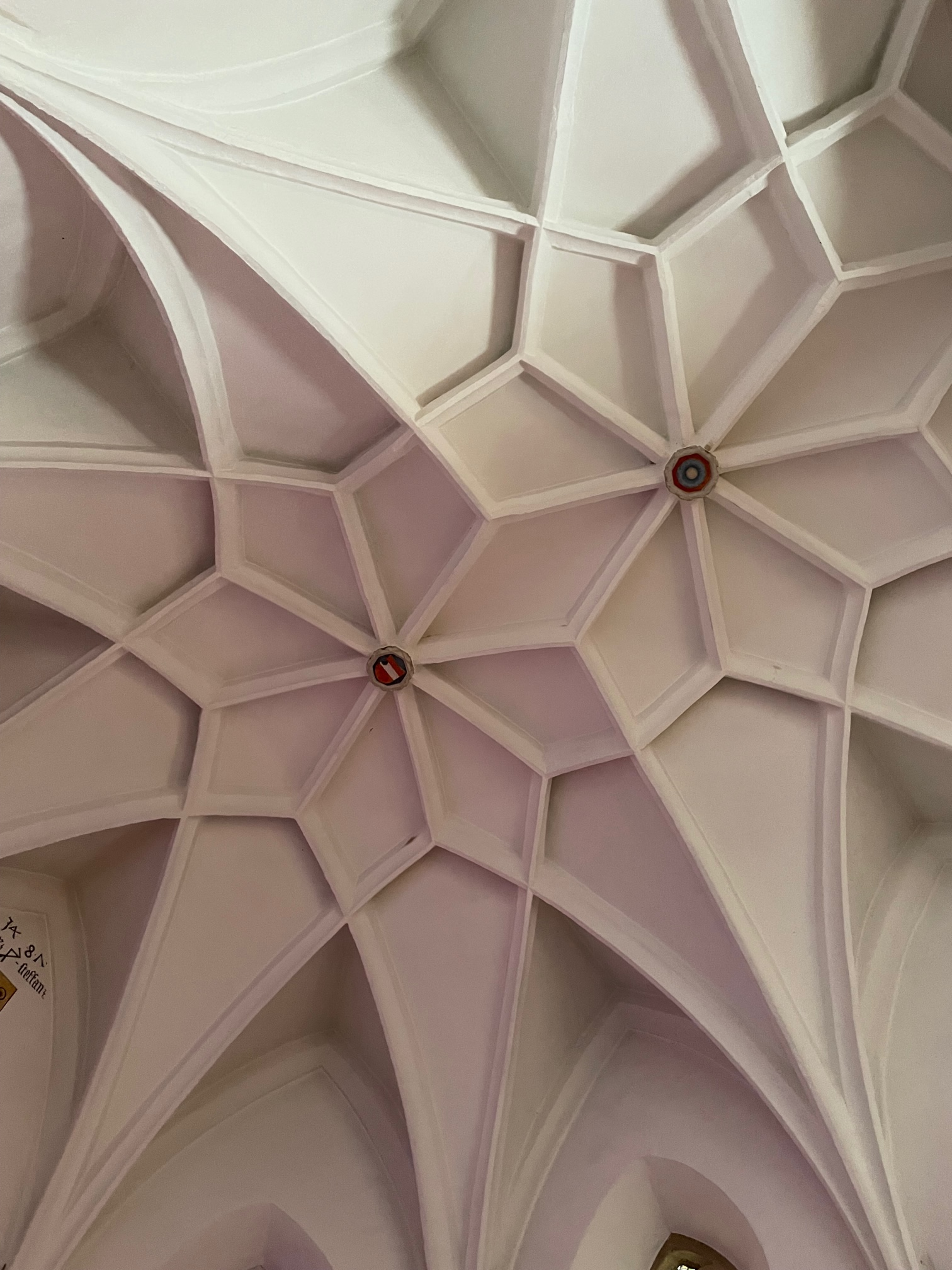
Haspelsterngewölbe im Chor der Kirche Küblis

Einschiffiges Langhaus und geosteter, eingezogener dreiseitig geschlossener Chor. 1487 vollendete Steffan Klain den Chorrbau. Die Wände des Langhauses stammen noch vom Wiederaufbau der Kirche 1472, wobei damals sehr wahrscheinlich noch kein Gewölbe eingeplant war. Die spätgotische Einwölbung von 1491 durch Steffan Klain war eine komplexe Aufgabe, musste doch ein Raum, der gar nicht dafür vorgesehen war, eingewölbt werden. Zusätzlich kam erschwerend dazu, dass das Langhaus nach Westen hin breiter wird, da die Nordwand leicht schräg zum Triumphbogen steht. Gelöst hat Klain die Aufgabe, indem die Pfeiler nach innen verlegt und die Breite nach Westen hin zu einem Rechteck angepasst wurde. Es entstand so eine einfache Wandpfeilerkirche mit einem Haspelsterngewölbe. Der Chorraum ist um drei Stufen erhöht und wird von einem Haspelsterngewölbe über zweieinhalb Joche abgeschlossen. Die einfach gekehlten, weiss getünchten Rippen entspringen aus acht schlanken halbrunden Diensten. Die beiden Schlusssteine zeigen eine farbige Rosette und den österreichischen Bindenschild, was einzigartig für die Region Prättigau ist.

## Ausstattung
Inschriften: An der Nordwand baugeschichtliche Inschrift von 1921. Neben dem Wandtabernakel Hinweis zur Wiedererrichtung des Kreuzes auf dem Turm (24. Juli 1606). An der Südwand ein Hinweis auf Redolf Mahtiss (gefallen 1542 bei Siena). Im Schild der Ostwand 1487 meister steffan mit Meisterzeichen, darunter das Toggenburger Wappen.
Wandmalereien: Nördlich des Chorbogens knieender Verkündigungsengel in weisem Gewand und blauem, rot gefütterten Mantel. Als Hintergrund ein Teppich. Auf dem Schirftsband: 'ave maria gracia plena domi(nu)s' .Von der dazugehörigen Darstellung der Maria auf der anderen Seite des Bogens ist nur noch das Datum 1491 vorhanden.
Wandtabernakel an der Nordwand: Mit Kehlen und gekreuzten Stäben profiliertes Tuffgewände. Die Gittertüre dazu aus durchgesteckten Stäben mit durchbrochenem Rahmen.
Spätgotischer Taufstein. Tuff. Becherform, achteckig mit viereckiger Plinthe.
Kanzel: Polygonalkorpus aus Holz ohne Schalldeckel. Portalförmige Füllungen, datiert 1641.

## Orgel
Die erste Orgel in der Kirche Küblis stand auf einem „Orgelstuhl“ im Schiff, links vor dem Chorbogen. Einzelheiten sind nur aus Quellen des 20. Jahrhunderts bekannt. Einem Spendenaufruf für eine neue Orgel aus dem Jahr 1912 ist zu entnehmen, dass das alte Werk 1787 erbaut wurde und über dem Manual die Namen eines Stifterehepaars trug: Johann Suter und Anna Suterin, geb. Maruggin. Als Orgelbauer jener Zeit kommt am ehesten Pankratius Kayser aus St. Margarethen in Frage. Die alte Orgel hatte eine kurze Oktav und im Pedal lediglich ein Subbassregister. Diese Orgel wurde 1923 durch ein Instrument von Jakob Metzler, Felsberg ersetzt. 1973 Bau der aktuellen Orgel durch Orgel Felsberg. Diese Orgel hat zwei Manuale, Pedal, 13 Register und eine mechanische Traktur.

## Die Giacometti Fenster
Anlässlich der Kirchenrenovation in den Jahren 1921–1923 wurde entschieden, das grell durch die Chorfenster einfallende Licht durch Glasgemälde zu reduzieren. Die ausführenden Architekten Schäfer & Risch aus Chur dürften wesentlich die Wahl des ausführenden Künstlers bestimmt haben: Augusto Giacometti. Die Finanzierung der Glasgemälde erfolgte weitgehend über Spenden einzelner Familien. Die Namen der wichtigsten Geldgeber und Geldgeberinnen sind in Inschriften am Fuss der Fenster festgehalten. Am 27. August 1921 berichtet Giacometti in einem Brief an seine Mutter, er arbeite an Skizzen für die Fenster in Küblis. Im Januar 1922 ist der Glasmaler Oskar Berbig mit der Umsetzung befasst. Vor dem Einbau werden die drei Glasgemälde bis zum 23. April 1922 im Treppenhaus des Kunsthaus Zürich präsentiert. Im Sommer 1922 werden die Fenster in Küblis eingesetzt. 
Die drei Fenster des Chorpolygons sind in jeweils zwei schmale Lanzetten gegliedert, die unter einem bekrönenden Fischblasenmasswerk vereint werden. Jede der schmalen Fensterbahnen ist mit zwei übereinander angeordneten Apostelfiguren besetzt. Die Farben sind in jedem Fenster in diagonaler Entsprechung angeordnet. Die Figuren sind frontal in hierarchischer Strenge in die Fläche der Fensterbahnen eingebunden. Lediglich die leicht geneigten Köpfe durchbrechen subtil die Prinzipien von Symmetrie und Parallelismus. Von einer ornamentalen Gestaltung der Gewänder sieht Giacometti in Küblis ab und er verzichtete auf eine ausdifferenzierte Charakterisierung der einzelnen Apostelfiguren. Das linke Fenster leuchtet in hellem Blau, verbunden mit einem Violett, das Mittelfenster strahlt in kräftigen Rottönen, und das rechte Fenster verbindet das Blau und Rot der beiden anderen Glasgemälde in einem Zweiklang mit reduzierter Leuchtkraft.

## Glocken
In der Glockenstube hängen in einem Gestell aus Winkeleisen vier elektrisch angetriebene Glocken. Die vier Glocken sind gestimmt auf die Töne des' - f' - as' - des''. Das Motiv des Des-Dur Geläutes ist 'Vom Aufgang der Sonne, bis zu ihrem Niedergang' nach Psalm 113,3. Im reformierten Kirchengesangbuch als Nr. 69. Im Juli 2024 wurde der Klöppelvorschwung der Glocken eingekürzt, womit ein weicherer Klang erzeugt wird.
- Glocke 1: Durchmesser 150 cm. Gewicht 2063 kg. Inschrift:  *MEIN MUND SOLL DES HERRN LOB SAGEN UND ALLES FLEISCH LOBE SEINEN HEILIGEN NAMEN IMMER UND EWIGLICH. PSALM 145,21* IM DRITTEN JAHRE NACH DEM WELTKRIEGE GOSS MICH EIN WERK FREUNDLICHER NÄCHSTENLEIBE RÜETSCHI AARAU (1921).
- Glocke 2: Durchmesser 118 cm. Gewicht 1039 kg. Inschrift: *EHRE SEI GOTT IN DER HÖHE UND FREIDE AUF ERDEN UND AN DEN MENSCHEN EIN WOHLGEFALLEN. LUC. 2,14* GIESSEREI H. RÜETSCHI AARAU 1921
- Glocke 3: Durchmesser 102 cm. Gewicht ca. 600 kg. Inschrift: *GOTT VERLIEHE DASS ICH LANGE ZEIT WERDE GEBRUCHT. AYN GMEIND KÜBLIS HAT MICH US FRYEM WILLEN ERKAUFT, DARUM SY GOTT IN FRIED UND WAREM GLAUBEN LANGE ZEIT ERHALT DANN DIE GMEIND MICH, MIT BAREM GELD BEZAHLT. DÜRIG ENDERLI VON MUNDZWIK, LANDAMMANN IN DEM GERICHT ZU CHLOSTER UND OBERLITENAMPT ANDREAS MICHEL GUJAN DIENER AM WORT GOTTES ALLHIE. LEONHART ENRST GOSS MICH ANNO 1638*
- Glocke 4: Durchmesser 70 cm. Gewicht ca. 220 kg. Inschrift: *GOT ZU LOB UND DEN MENSCHEN ZU GUTGOS MICH HANS GEORG ERNST ZU LINDAW 1630.

Die Läutordnung der Kirche regelt, zu welchen weltlichen (z.B. Mittagsläuten, Beerdigungsläuten mit  30 minütigem Schiedläuten am Abschiedstag, Feierabendläuten, Bundesfeierläuten, Läuten am Vorabend des Eidgenössischer Dank-, Buss- und Bettag) und kirchlichen Anlässen (z.B. Sonntagsgottesdienst, Konfirmation, Hochzeiten, Altjahr aus- und Neujahr einläuten) die Glocken zum Einsatz und Anwendung kommen.

## Kirchliche Organisation
Küblis, ursprünglich eine Tochterkirche von St. Johannes in Schiers, löste sich 1464 von der Mutterkirche los. Um das Jahr 1530 trat Küblis unter Jakob Spreiter zum evangelischen Glauben über. Die Evangelisch-reformierte Landeskirche Graubünden führt Küblis als eigenständige Kirchgemeinde, welche mit Conters im Prättigau eine Pastorationsgemeinschaft bildet.

## Galerie

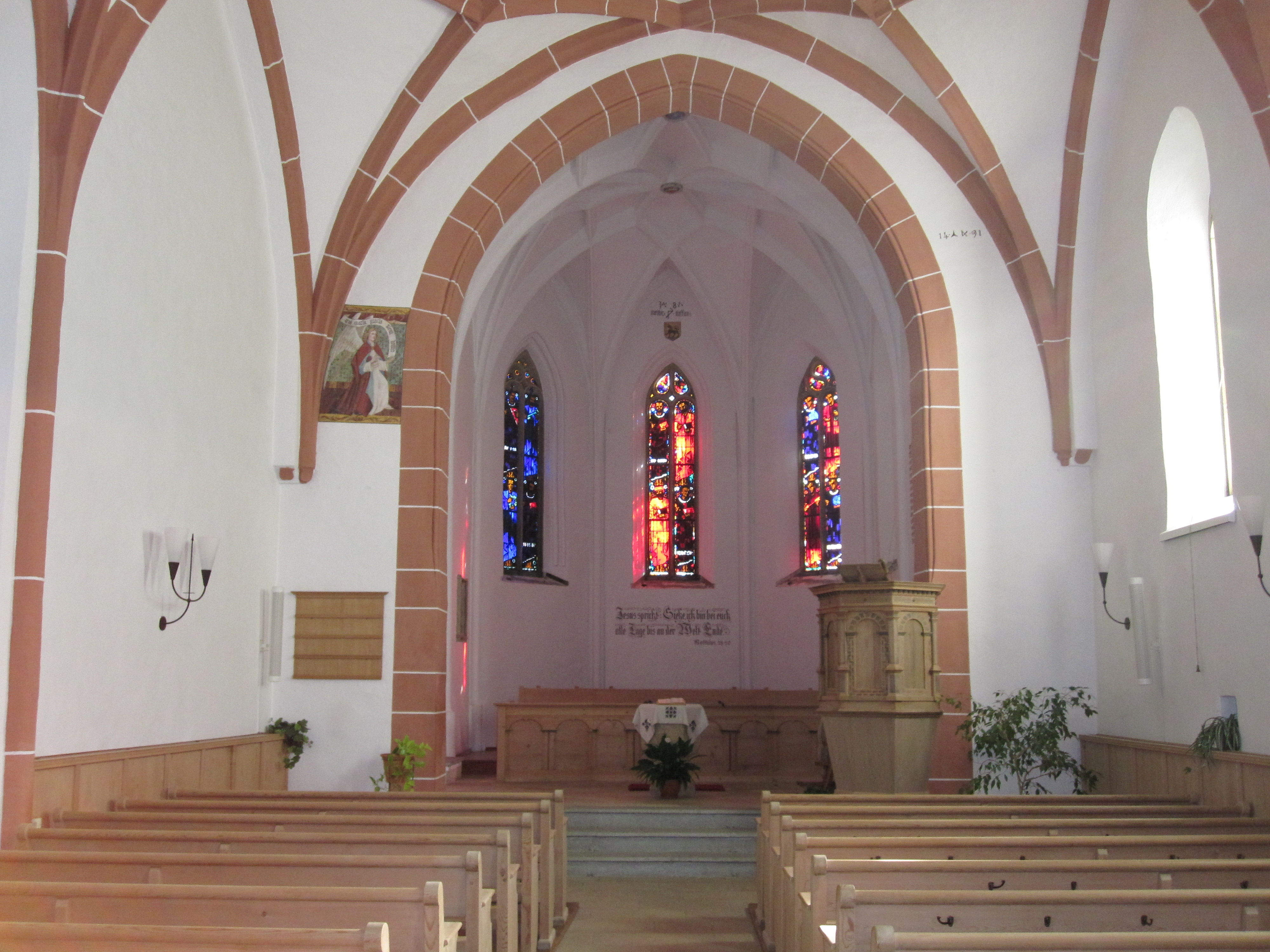
Blick Richtung Chor
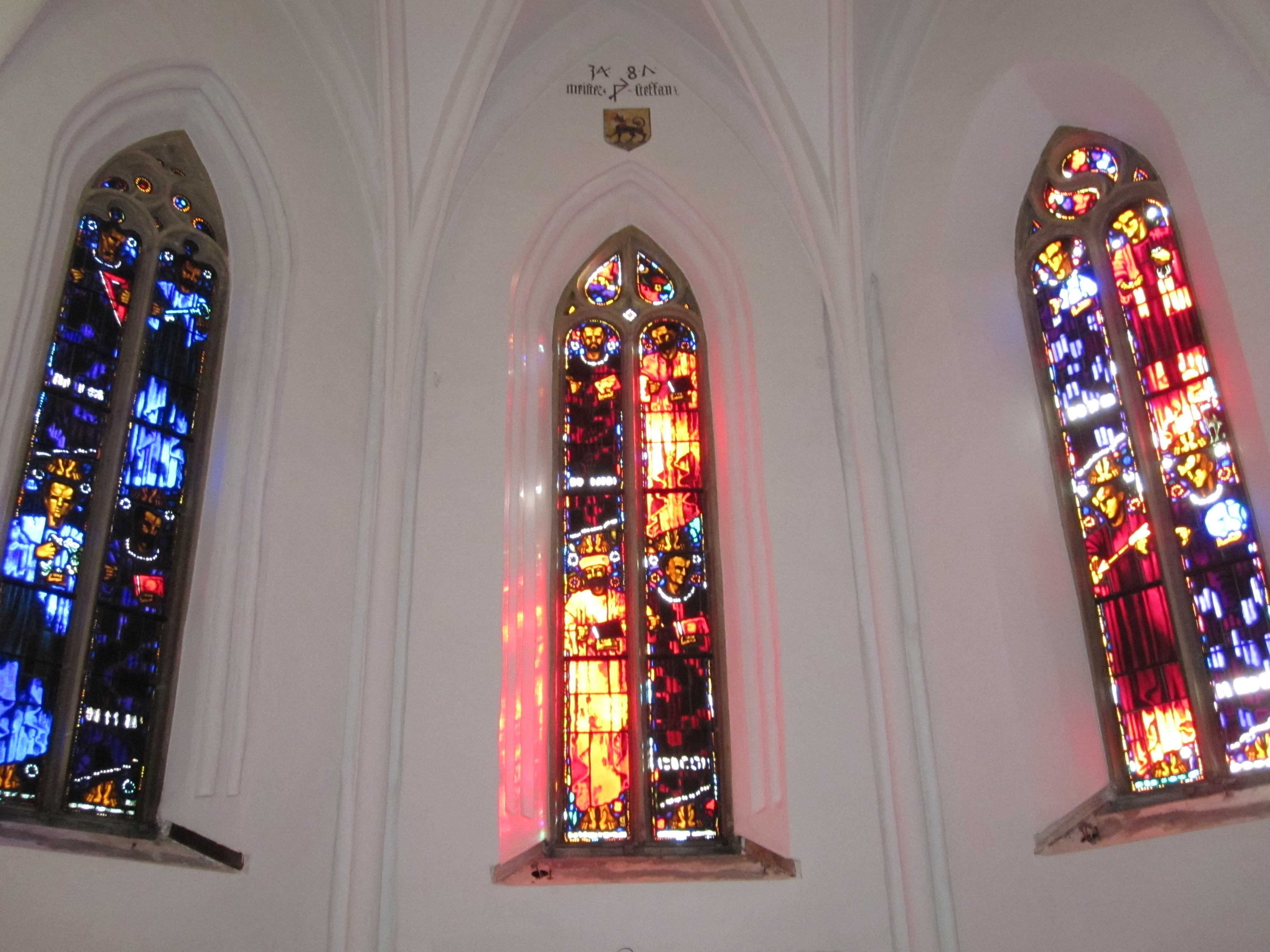
Giacometti-Glasfenster im Chor
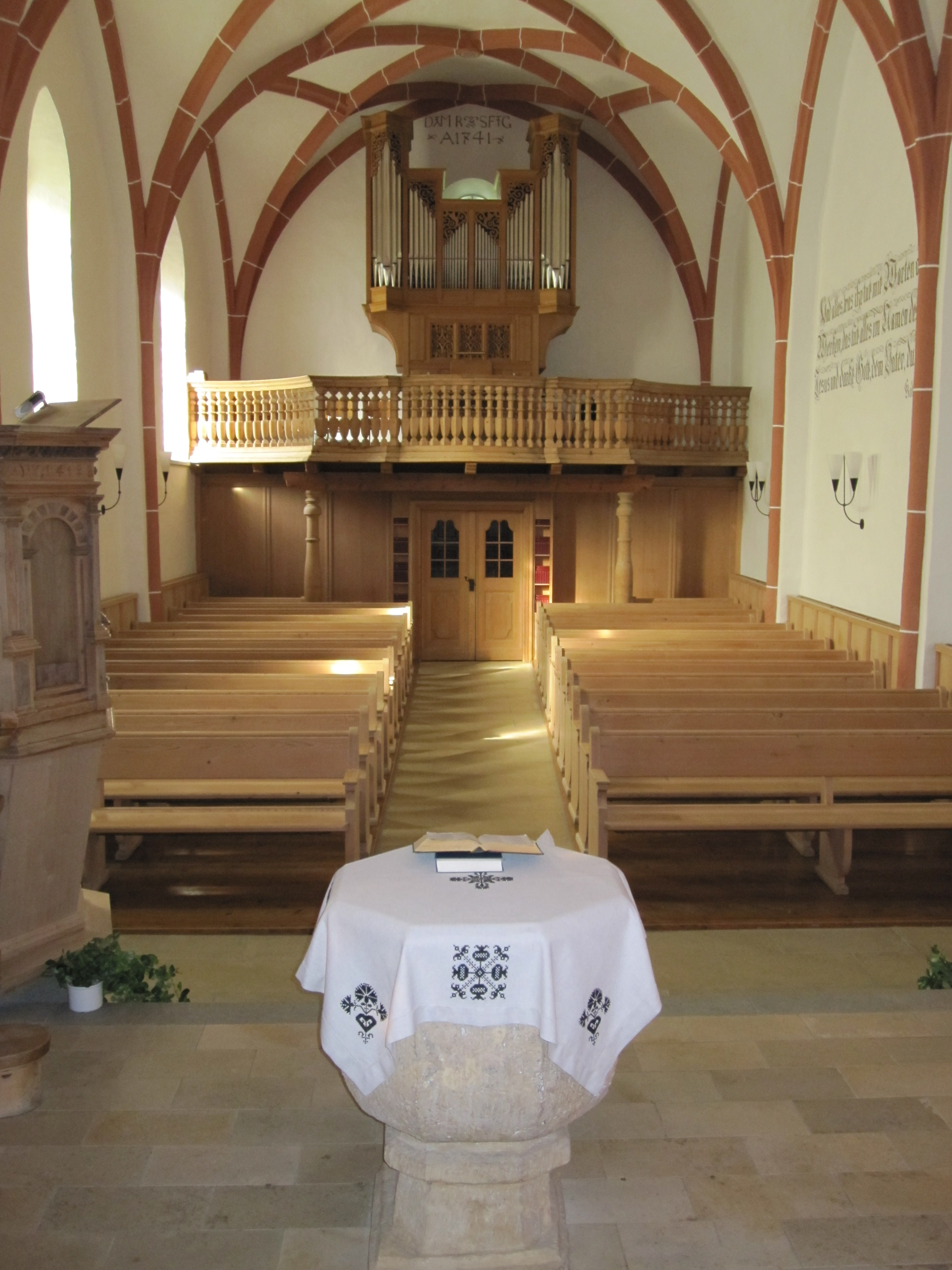
Blick aus dem Chor in das Schiff
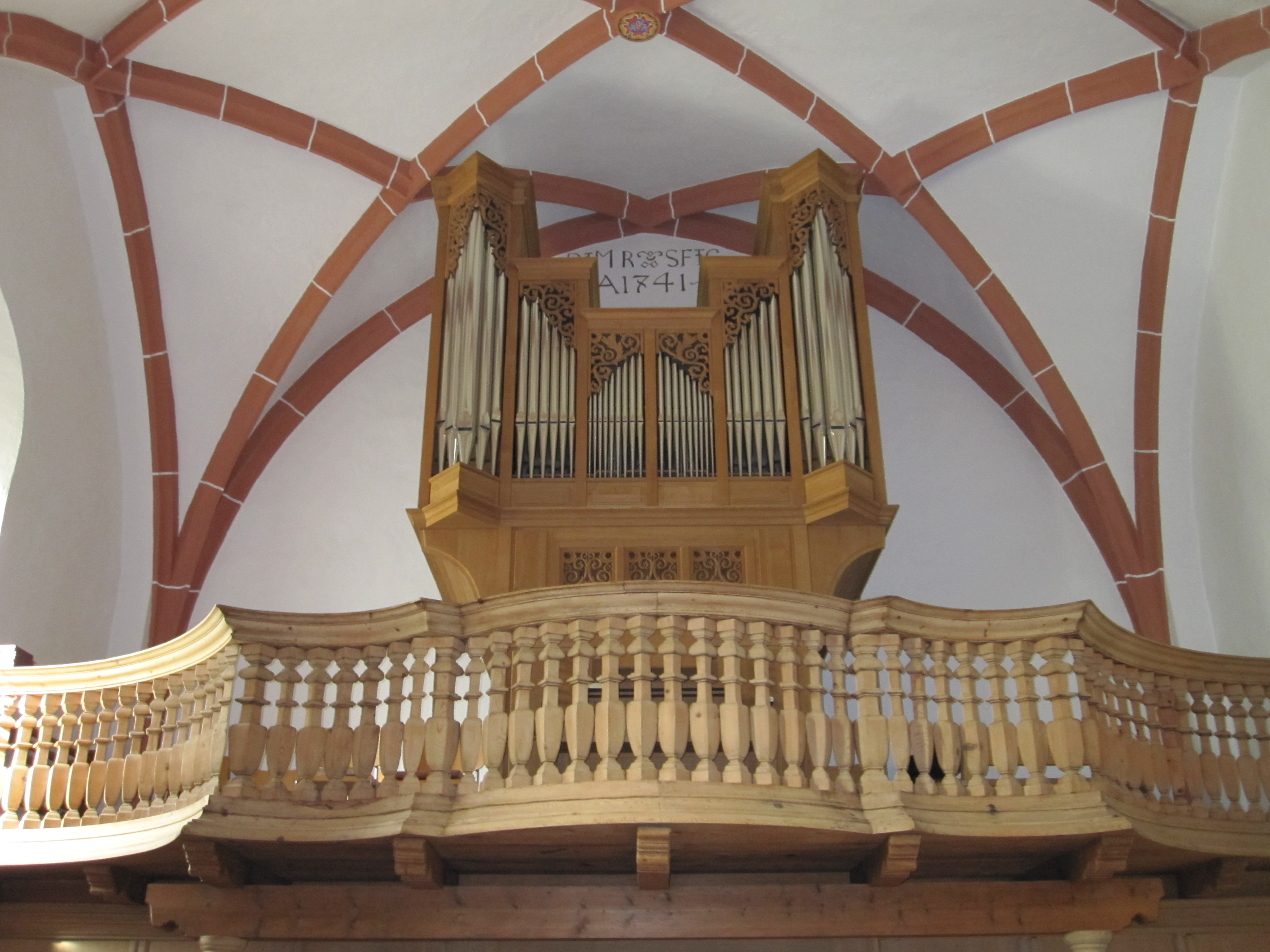
Orgel
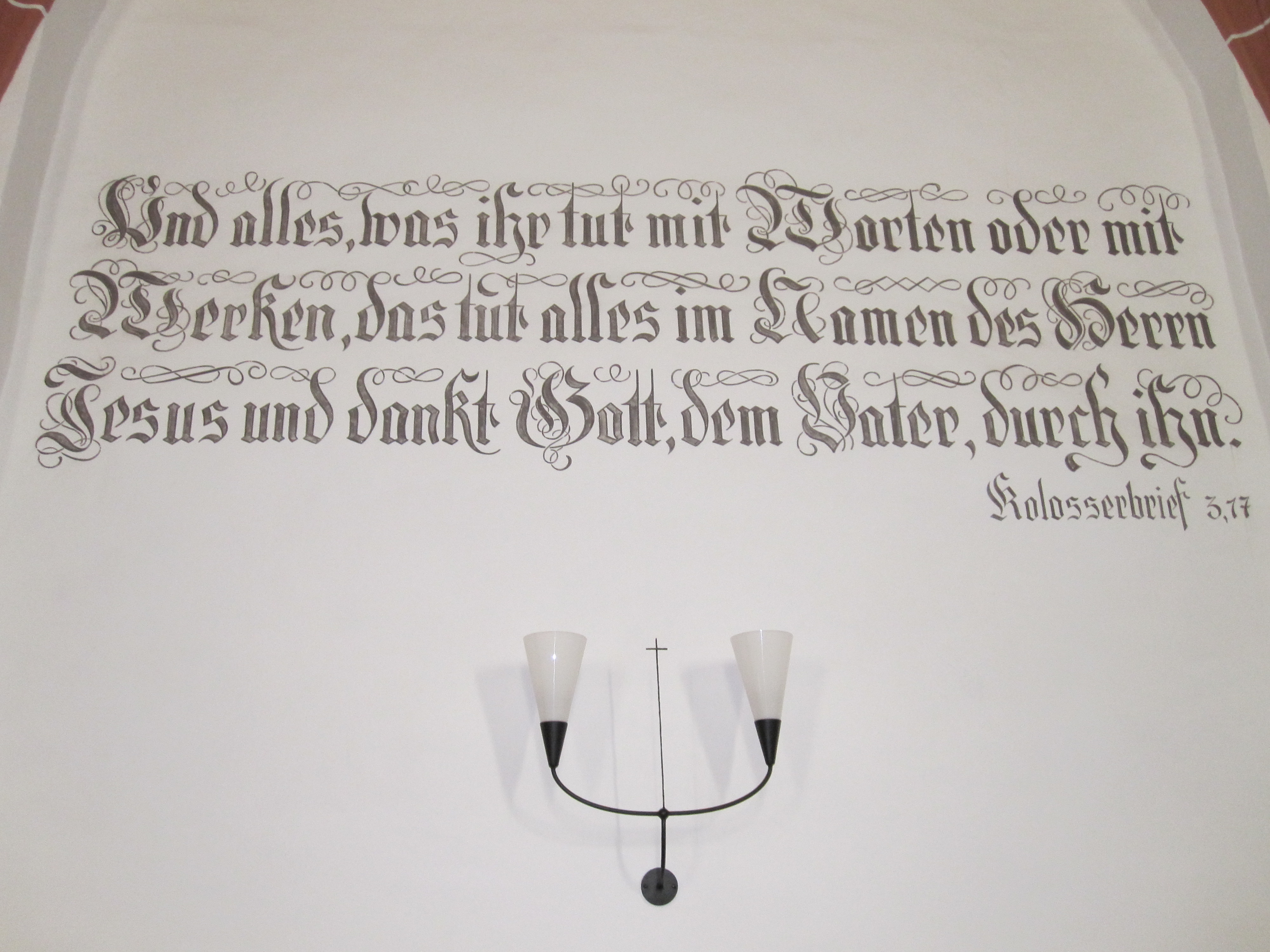
Biblischer Wandspruch